# 富马酰氯
富马酰氯（2(E)-2-丁烯二酰氯）是一种有机氯化合物，化学式为C4H2Cl2O2。它可由马来酸酐和邻苯二甲酰氯在氯化锌存在下加热反应制得。
它和二乙胺反应，可以得到N,N,N',N'-四乙基富马酰胺。